# Litoralia longipedis
Litoralia longipedis is een hooiwagen uit de familie Cosmetidae.